# ラルフ・ノーサム
ラルフ・ノーサム（英語：Ralph Northam、1959年9月13日 - ）は、アメリカ合衆国の政治家、医師、元陸軍軍人。2014年からバージニア州副知事を務めた後、バージニア州知事選挙に民主党から立候補して当選し、2018年から2022年まで同州知事を務めた。

## 2017年バージニア州知事選挙
2017年11月7日に行われたバージニア州知事選挙に民主党の候補として出馬した。対する共和党からはエド・ガレスピー元共和党全国委員長が立候補して激戦ムードとなったが、開票結果は9ポイント差で現職の副知事という知名度を有するノーサムが勝利した。

## 州知事時代

### 仮装への批判
2019年にメディカルスクールの卒業アルバムに顔を黒塗りして仮装した姿が掲載されていることが発覚し、民主党の所属議員やジョー・バイデン前副大統領から人種差別的だとして批判を受けた。ノーサムはマイケル・ジャクソンの仮装をしてダンスコンテストに出場していたことを認め、当時はありふれたことだったとして釈明したが認められず、最終的には謝罪するに至った。仮装については前知事のティム・ケインが擁護に回ったものの、同じ民主党のコリー・ブッカー、カマラ・ハリス、エリザベス・ウォーレンら各有力上院議員から辞任を要求する声があがった。

### 新型コロナウイルス感染拡大への対応
2019年新型コロナウイルスの感染が州内に拡大すると、いち早く州独自の外出禁止令を打ち出して対応に当たった。しかし結果的に厳しい外出制限や営業規制が長期化したため、同年4月以降リッチモンド市内でコロナウイルス対策に抗議するデモが頻発した。デモ参加者の一部が民主党所属のノーサムを批判する意味でドナルド・トランプ大統領の支持を訴えたため政争の側面も見せた。政権側がウイルス検査を実施しながら経済を再開させようとする動きに対して、ノーサムは「（検査は十分に行えるとの主張は）全くの妄想だ」と批判した。

### リー将軍の像撤去表明
2020年6月にミネアポリスで発生した反人種差別デモが全米に拡大する中、州都のリッチモンド中心地にあるロバート・E・リー将軍像にも人種差別に反対する落書きが加えられるようになった。同月6日にノーサムは「南北戦争が邪悪な奴隷制のためで無く、州の権利のための戦いであったかのようなウソの歴史を教えてはならない」として、リー将軍像を撤去・保管する方針を表明した。撤去表明については、共和党の州議会議員から批判を受けた。